# Шишлов, Фёдор Васильевич
Фёдор Васильевич Шишлов (17 сентября 1931, село Верхнее Марьино, Лево-Россошанский район, Центрально-Чернозёмная область, РСФСР — 11 мая 2025, Нижний Тагил, Свердловская область) — Герой Социалистического Труда (1969), слесарь-сборщик Уральского вагоностроительного завода имени Ф. Э. Дзержинского Министерства оборонной промышленности СССР города Нижний Тагил Свердловской области.

## Биография
Фёдор Васильевич родился 17 сентября 1931 года в селе Верхнее Марьино Лево-Россошанского района Центрально-Чернозёмной области (ныне Каширский район Воронежской области) в крестьянской семье.
Свою трудовую деятельность начал сверловщиком в цехе № 110 Уралвагонзавода в 1950—1960 годах, затем слесарем-сборщиком 2 экспериментального цеха в 1960—1970 годах, бригадиром комсомольско-молодежной бригады, которая в 1978 году была награждена паспортом «комсомольской гарантии качества». В 2000 году вышел на пенсию.
Фёдор Васильевич был делегатом XXVI съезда КПСС, депутатом Нижнетагильского городского Совета народных депутатов, председателем совета бригадиров Уралвагонзавода.
Умер 11 мая 2025 года в Нижнем Тагиле в возрасте 93 лет.

## Награды
За свои достижения был неоднократно представлен к наградам:
- 1966 — медаль «За трудовое отличие»;
- 29.08.1969 — звание Героя Социалистического Труда с вручением медали Серп и Молот и ордена Ленина;
- 1979 — звание «Заслуженный уралвагонзаводец».